# John Atherton
Pour les articles homonymes, voir Atherton.
John Atherton, né en 1598 dans le comté du Somerset (royaume d'Angleterre) et mort le 5 décembre 1640 à Dublin (royaume d'Irlande), est un évêque anglican, exécuté par pendaison pour sodomie.

## Biographie
John Atherton naît en 1598 à Bawdrip, un village situé près de Bridgwater, dans le comté du Somerset, dans le royaume d'Angleterre. Son père est le recteur de la paroisse locale,.
Il étudie à l'université d'Oxford à partir de 1614 et entre dans les ordres après l'obtention de son master en 1621. Il devient peu de temps après recteur de la paroisse de Huish Champflower, dans le Somerset. Il se marie vers 1620 au plus tard à Joan Leakey, avec qui il a au moins cinq filles,,. Il aurait également eu un enfant avec sa belle-sœur en 1623.
En 1630, il est nommé prébendier de l'Église Saint-Jean-l'Évangéliste (en) à Dublin, puis chancelier du diocèse de Killaloe (en) en 1634. L'année suivante, il devient chancelier de la Cathédrale Christ Church de Dublin. En 1636, il est nommé évêque de Waterford et Lismore (en) grâce au patronage de Thomas Wentworth,.

### Accusation de sodomie
En 1640, il est accusé par son majordome, John Childe, d'avoir commis le crime de sodomie. Tous deux sont jugés à Cork. Ils sont reconnus coupables et condamnés à mort en novembre 1640. John Atherton est pendu le 5 décembre à St Stephen's Green, à Dublin, et John Childe trois mois plus tard, à Bandon,. Ils sont les troisième et quatrième personnes exécutées pour sodomie en Angleterre et dans ses royaumes dépendants, depuis la loi de 1533 sur la Bougrerie.
John Atherton a clamé son innocence jusque sur la potence, ne reconnaissant que des actes d'adultère et de fornication, même si son confesseur aurait recueilli des aveux de culpabilité sur les accusations de sodomie juste avant son exécution. Des éléments indiquent qu'il aurait pu être victime d'une conspiration due à ses actions visant à récupérer les biens de l'Église auprès de grands propriétaires fonciers,, mais il semblerait qu'il ait bien été coupable de ce qu'on l'accusait,.